# 664 Judith
664 Judith
664 Judith là một tiểu hành tinh ở vành đai chính. Nó được August Kopff phát hiện ngày 24.6.1908 ở Heidelberg, và được đặt theo tên Judith, nhân vật trong Cựu Ước, được soạn thành kịch trong vở Judith của Friedrich Hebbel